# 政务院政治法律委员会
政务院政治法律委员会是中华人民共和国中央人民政府政务院的一个部门，根据1949年9月27日中国人民政治协商会议第一届全体会议通过的《中华人民共和国中央人民政府组织法》第十八条的规定，于1949年9月设立。1954年9月，第一届全国人民代表大会第一次会议在北京召开，会议通过了《中华人民共和国宪法》和《中华人民共和国国务院组织法》，成立中华人民共和国国务院。根据国务院《关于设立、调整中央和地方国家机关及有关事项的通知》，中央人民政府政务院政治法律委员会即告结束。

## 职权
根据《中华人民共和国中央人民政府组织法》第十八條的规定，政务院政治法律委员会负责指导内务部、公安部、司法部、法制委员会和民族事务委员会的工作，并受中央人民政府主席毛泽东和总理周恩来的委托，指导与联系最高人民法院、最高人民检察署和人民监察委员会。
为进行工作，政务院政治法律委员会可以对这些部门和部门所属的下级机关颁发决议和命令，并审查其执行情况。

## 编制
根据《中华人民共和国中央人民政府组织法》的规定和中央人民政府委员会的任命，政务院政治法律委员会设主任一名（由副总理兼任）、副主任四名，委员四十八名、秘书长一名、副秘书长一名。

### 组织结构
- 政务院政治法律委员会
  - 办公厅
  - 参事室
  - 人事处（1950年并入中央人民政府人事部）

### 组成人员
以下主任、副主任、委员如无注明，均为1949年10月19日中央人民政府委员会第三次会议通过。秘书长、副秘书长如无注明，均为1949年12月4日中央人民政府委员会第四次会议通过：
- 主任
  - 董必武
- 副主任：
  - 彭真（分党组干事会书记）
  - 張奚若
  - 陳紹禹
  - 彭澤民
  - 罗瑞卿（1952年11月15日至1954年9月）
- 委员47人：沈钧儒、罗荣桓、吴溉之、张志让、李六如、蓝公武、谢觉哉、武新宇、陈其瑗、罗瑞卿、杨奇清、史良、李木庵、张曙时、许德珩、陈瑾昆、李维汉、乌兰夫、刘格平、赛福鼎、陶希晋、吴玉章、张文、王葆真、李任仁、周鲸文、刘王立明、叶笃义、郭冠杰、郭则沉、黄琪翔、陈铭枢、郭春涛、许宝驹、陈演生、谢雪红、易礼容、李秀真、邓颖超、廖承志、邓初民、吴耀宗、周善培、颜惠庆、林仲易、章士钊、江庸、刘澜涛（1950年4月11日至1954年9月）
- 秘书长：陶希晋
- 副秘书长：叶笃义（1950年9月5日至1954年9月）、朱其文（1954年9月至1954年9月）

47名委员中，中共党员有17名，其他均为民主党派和无党派人士